# Agustín Morales (calciatore)
Agustín Mario Morales (Jesús María, 14 febbraio 1999) è un calciatore argentino, attaccante dell'Estudiantes (RC).

## Caratteristiche tecniche
Gioca come ala destra.

## Carriera
Morales è cresciuto nel settore giovanile del Güemes (SdE) ed ha debuttato in prima squadra il 23 giugno 2021 nell'incontro di Primera B Nacional pareggiato 2-2 contro il Def. de Belgrano. Ha segnato il suo primo gol l'11 luglio seguente nell'incontro vinto 1-0 contro l'All Boys. Il 24 dicembre seguente è stato acquistato proprio dall'All Boys.
Il 31 agosto 2023 ha rinnovato il contratto fino al 2026 ed è stato ceduto in prestito al Central Córdoba (SdE) fino a dicembre 2024.

## Statistiche

### Presenze e reti nei club
Statistiche aggiornate al 16 giugno 2024.
| Stagione        | Squadra               | Campionato      | Campionato | Campionato | Coppe nazionali | Coppe nazionali | Coppe nazionali | Coppe continentali | Coppe continentali | Coppe continentali | Altre coppe | Altre coppe | Altre coppe | Totale | Totale | Totale |
| Stagione        | Squadra               | Comp            | Pres       | Reti       | Comp            | Pres            | Reti            | Comp               | Pres               | Reti               | Comp        | Pres        | Reti        | Pres   | Reti   |        |
| --------------- | --------------------- | --------------- | ---------- | ---------- | --------------- | --------------- | --------------- | ------------------ | ------------------ | ------------------ | ----------- | ----------- | ----------- | ------ | ------ | ------ |
| 2021            | Güemes (SdE)          | PBN             | 19         | 3          |                 | -               | -               |                    | -                  | -                  |             | -           | -           | 19     | 3      |        |
| 2022            | All Boys              | PBN             | 32         | 0          | CA              | 0               | 0               |                    | -                  | -                  |             | -           | -           | 32     | 0      |        |
| 2023            | All Boys              | PBN             | 25         | 2          | CA              | 2               | 0               |                    | -                  | -                  |             | -           | -           | 27     | 2      |        |
| 2024            | Central Córdoba (SdE) | PD              | 2          | 0          | CA+CdL          | 0+3             | 0               |                    | -                  | -                  |             | -           | -           | 5      | 0      |        |
| Totale carriera | Totale carriera       | Totale carriera | 78         | 5          |                 | 5               | 0               |                    | -                  | -                  |             | -           | -           | 83     | 5      |        |